# Eliezer Yudkowsky

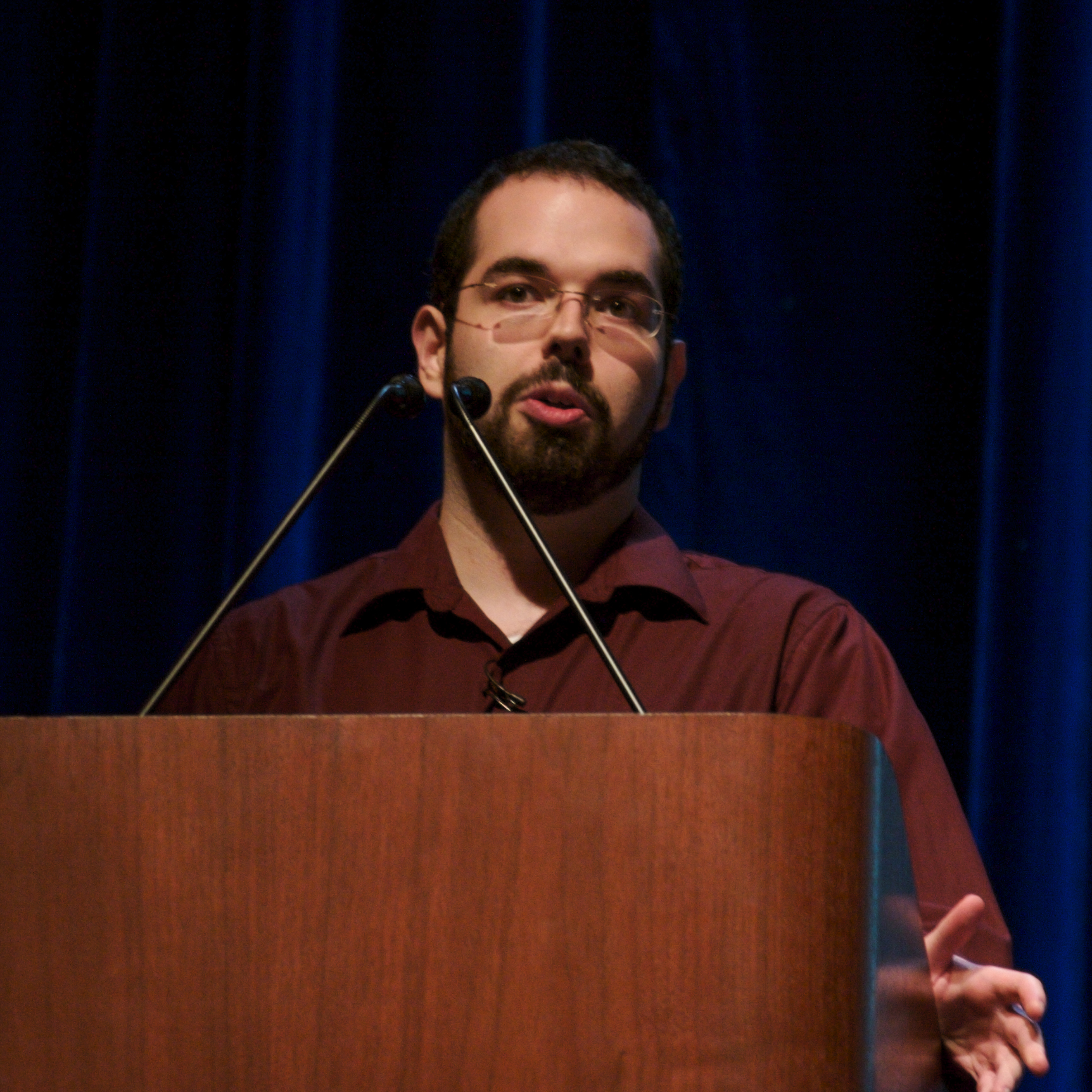
Eliezer Yudkowsky på Stanford University år 2006.

Elieser Shlomo Yudkowsky, född 11 september 1979, är en amerikansk artificiell intelligens-forskare, känd för att ha populariserat idén om vänlig artificiell intelligens. Han är en av grundarna och forskarassistent vid Machine Intelligence Research Institute, en ideell organisation baserad i Berkeley, Kalifornien.
2010 började han skriva på Harry Potter and the Methods of Rationality och 2015 blev han klar. Boken är en fanfiction som skildrar trollkarlsvärlden i Harry Potter ur ett vetenskapligt och rationellt perspektiv.